# Góra Myślęcińska
Góra Myślęcińska – pagór wysoczyznowy w Zboczu Fordońskim w Bydgoszczy, na terenie Leśnego Parku Kultury i Wypoczynku. Jest najwyższym punktem topograficznym na terytorium miasta Bydgoszczy, wznosząc się na wysokość 107 m n.p.m. Na jej zboczu znajduje się sezonowo naśnieżany stok narciarski z wyciągiem orczykowym oraz tor rowerowy downhill.

## Charakterystyka
Wzgórze wznosi się 47 m ponad ulicą Konną u podnóża zbocza i 52 m ponad dolnym tarasem Myślęcinka. Od wschodu sąsiaduje z doliną Strugi Myślęcińskiej, w której urządzono bydgoski Ogród Botaniczny, a od zachodu z parowem, którym prowadzi droga do stoków narciarskich. Na sąsiadującym od zachodu wzgórzu urządzono pole golfowe. W odległości 300 m na północny wschód znajduje się bydgoskie alpinarium. Idąc w tym kierunku mija się głazowisko urządzone na wzór kamiennego kręgu w Odrach (Bory Tucholskie).
Wzgórze ukształtowane zostało w klimacie peryglacjalnym, u schyłku zlodowacenia bałtyckiego (ok. 14–12 tys. lat temu), po uformowaniu Pradoliny Toruńsko-Eberswaldzkiej przez wody roztopowe lodowca. Po powstaniu przełomu dolnej Wisły pod Fordonem ok. 12 tys. lat temu, ustała erozja boczna wód płynących powiększająca wysokość względną wzniesienia, natomiast wzmogły się procesy denudacyjne. Nie utrwalone jeszcze przez szatę roślinną podlegało osuwaniu, spełzywaniu i spłukiwaniu przez wody opadowe i podziemne. W sąsiedztwie powstały dolinki odwadniane przez cieki wodne i wzgórze pozostało jako ostaniec pierwotnej wysoczyzny morenowej. U jego podnóża wypłukany przez cieki materiał osadził się w postaci stożków napływowych. Naturalna wysokość Góry Myślęcińskiej wynosiła 97 m n.p.m., nawiązując do poziomu Wysoczyzny Osielskiej. W latach 2005–2010 wzgórze sztucznie podwyższono o 10 metrów, co miało związek z przebudową stoku narciarskiego.
Pod względem fizycznogeograficznym wzgórze znajduje się w obrębie mikroregionu Zbocze Fordońskie, na granicy makroregionów: Pradolina Toruńsko-Eberswaldzka i Pojezierze Południowopomorskie. Wraz z całym Zboczem Fordońskim wchodzi w skład Zespołu Parków Krajobrazowych Chełmińskiego i Nadwiślańskiego.
Z racji swego położenia wzgórze stanowi punkt widokowy (podwyższony w maju 2021). Poniżej widoczna jest Pradolina Toruńsko-Eberswaldzka, a w niej stawy myślęcińskie z ptasią wyspą, Las Gdański, zaś w oddali zabudowa Bydgoszczy, od Fordonu na wschodzie po Osową Górę na zachodzie.

## Downhill
Na południowym stoku Góry Myślęcińskiej w latach 1998−2000 urządzono tor do ekstremalnych zjadów rowerowych o długości 250 m. U jego podnóża usypano dużych rozmiarów dirt. Tor w ciągu swego istnienia przeszedł trzy dość znaczne modyfikacje, mające na celu poprawienie szybkości i uatrakcyjnienie rywalizacji.

## Stok narciarski
Na zachodnim stoku Góry Myślęcińskiej opadającym w kierunku parowu, w latach 80. XX wieku zainstalowano narciarski wyciąg orczykowy, tzw. „wyrwirączkę”. Począwszy od końca lat 90. wyciągi unowocześniono oraz wprowadzono sztuczne naśnieżanie. W latach 2005–2010 stok podwyższono do parametrów: różnica poziomów 42 m, średni kąt nachylenia 18–20%. W 2010 r. znajdowały się tu trzy trasy narciarskie: 
- o długości 100 m dla dzieci i początkujących,
- o długości 200 m dla zaawansowanych (trasa najszybsza z kątem nachylenia 20%),
- o długości 230 m trasa najdłuższa.

Trasy obsługują dwa wyciągi orczykowe: średni, miękkiego prowadzenia oraz duży wyciąg podporowy (1000 osób na godzinę). Stok jest oświetlony, sztucznie naśnieżany armatkami śnieżnymi i ubijany ratrakiem. Docelowa grubość warstwy śniegowej to 20 cm.
Obok znajduje się snowpark (skocznie i przeszkody dla ekstremalnej jazdy na desce snowboardowej), tor saneczkowy oraz tor do zjazdów na pontonach. Możliwe jest wynajęcie instruktora prowadzącego szkolenie narciarskie. Infrastruktura obejmuje również serwis, wypożyczalnię sprzętu, minibar oraz parking.
26 stycznia 2011 r. Rada Miasta Bydgoszczy podjęła uchwałę o nadaniu stokowi narciarskiemu w Myślęcinku nazwy im. Stefana Kulmatyckiego „Stefanowy Stok”. Stefan Kulmatycki był jednym z budowniczych myślęcińskiego stoku, czynnym instruktorem narciarskim, odznaczonym odznaką „Zasłużony dla Polskiego Związku Narciarskiego”. Zmarł w 2010 roku.

## Szlak turystyczny
Przez Górę Myślęcińską przebiega  szlak turystyczny im. Jeremiego Przybory, wiodący na wschód wzdłuż Zbocza Fordońskiego w kierunku Wisły (14,4 km).